# Eugen Schönberger

Eugen (Jenő) Schönberger (n. 18 iunie 1959, Turulung, județul Satu Mare) este un cleric romano-catolic, care îndeplinește din 21 iunie 2003 demnitatea de episcop romano-catolic de Satu Mare.

## Biografie
Jenő (Eugen) Schönberger s-a născut la data de 18 iunie 1959 în satul Turulung (Túrterebes, jud. Satu Mare). A urmat studiile teologice în cadrul Institutului Teologic Romano-Catolic de grad universitar din Alba Iulia.
Sfințit preot romano-catolic la 23 iunie 1985 pentru clerul din Dieceza de Satu Mare de către Episcopul Dr. Jakab Antal de Alba Iulia, Pr. Schönberger a fost preot-vicar în Parohiile din orașele Carei (1985-1987), Satu Mare (Parohia "Sf. Ioan Evanghelistul", 1987-1990) și Baia Mare: Parohiile "Sfânta Treime" (1990-1991) și "Cristos Regele Universului" (1991-1994). A fost apoi preot-paroh la Parohia din satul Petrești (Mezőpetriben, jud. Satu Mare) în anul 1994 și la Parohia "Sfânta Familie" din orașul Satu Mare în perioada 1994-1997.
Din anul 1997 până în anul 2001, Părintele Schönberger a fost numit Director Spiritual la Seminarul Teologic din Alba Iulia, fiind și Profesor de Liturgie. Întors în Dieceza de Satu Mare în anul 2000, a fost paroh în satul Dorolț (Szamosdarán, jud. Satu Mare) până în toamna anului 2002, când după moartea neașteptată a protopopului Tibor Gindele a devenit preot-paroh la Biserica „Sf. Carol Boromeu" din Sighetu Marmației și decan de Sighet. Din anul 2000 a îndeplinit oficiul de Inspector Școlar privind Cateheza și Coordonator privind pregătirile care au loc cu prilejul aniversării a 200 ani de la înființarea Diecezei de Satu Mare, festivități care vor avea loc în anul 2004." 
La 18 aprilie 2002, Episcopul Pal Reizer de Satu Mare trecea la Domnul, lăsând Episcopia Romano-Catolică de Satu-Mare fără Episcop. După mai bine de un an, la 30 aprilie 2003, Sfântul Scaun a numit un nou Episcop al Diecezei de Satu Mare în persoana pr. Jenö Schönberger, Paroh-Decan de Sighetu Marmației. 
A fost consacrat ca episcop de Satu Mare la 21 iunie 2003 în Catedrala din Satu Mare de către arhiepiscopul György-Miklós Jakubínyi de Alba Iulia, asistat de arhiepiscopul Jean-Claude Périsset, nunțiul apostolic în România și Republica Moldova și de episcopul József Tempfli de Oradea. Douăzeci și doi de episcopi catolici și aproximativ 200 de preoți au participat la impresionanta ceremonie de consacrare. Pe lângă episcopatul catolic din România, de ambele rituri, au participat și episcopi catolici din Ungaria, precum și conducători ai altor culte creștine din România.
Jenö Schönberger îndeplinește funcția de responsabil pentru domeniul social în cadrul Conferinței Episcopilor Catolici din România. Stema sa episcopală are ca motto: "Gratia et Pax" (Kegyelem és béke).